# Celleporaria atlantica
Celleporaria atlantica är en mossdjursart som först beskrevs av Busk 1884.  Celleporaria atlantica ingår i släktet Celleporaria och familjen Lepraliellidae. Inga underarter finns listade i Catalogue of Life.